# Saint-Denis-le-Gast
Saint-Denis-le-Gast és un municipi francès situat al departament de la Manche i a la regió de Normandia. L'any 2007 tenia 535 habitants.

## Demografia

### Població
El 2007 la població de fet de Saint-Denis-le-Gast era de 535 persones. Hi havia 245 famílies de les quals 87 eren unipersonals (51 homes vivint sols i 36 dones vivint soles), 91 parelles sense fills, 63 parelles amb fills i 4 famílies monoparentals amb fills.
La població ha evolucionat segons el següent gràfic:
Habitants censats

### Habitatges
El 2007 hi havia 345 habitatges, 248 eren l'habitatge principal de la família, 68 eren segones residències i 28 estaven desocupats. 335 eren cases i 9 eren apartaments. Dels 248 habitatges principals, 176 estaven ocupats pels seus propietaris, 71 estaven llogats i ocupats pels llogaters i 1 estava cedit a títol gratuït; 7 tenien dues cambres, 46 en tenien tres, 70 en tenien quatre i 125 en tenien cinc o més. 136 habitatges disposaven pel capbaix d'una plaça de pàrquing. A 125 habitatges hi havia un automòbil i a 98 n'hi havia dos o més.

### Piràmide de població
La piràmide de població per edats i sexe el 2009 era:
| Homes | Edats   | Dones |
| ----- | ------- | ----- |
| 0     | 95 o +  | 0     |
| 4     | 90 a 94 | 0     |
| 16    | 85 a 89 | 16    |
| 4     | 80 a 84 | 16    |
| 16    | 75 a 79 | 28    |
| 4     | 70 a 74 | 8     |
| 24    | 65 a 69 | 24    |
| 16    | 60 a 64 | 28    |
| 8     | 55 a 59 | 12    |
| 16    | 50 a 54 | 12    |
| 20    | 45 a 49 | 4     |
| 24    | 40 a 44 | 20    |
| 12    | 35 a 39 | 24    |
| 20    | 30 a 34 | 12    |
| 0     | 25 a 29 | 8     |
| 12    | 20 a 24 | 4     |
| 20    | 15 a 19 | 4     |
| 16    | 10 a 14 | 16    |
| 12    | 5 a 9   | 8     |
| 8     | 0 a 4   | 12    |

## Economia
El 2007 la població en edat de treballar era de 286 persones, 214 eren actives i 72 eren inactives. De les 214 persones actives 207 estaven ocupades (120 homes i 87 dones) i 7 estaven aturades (1 home i 6 dones). De les 72 persones inactives 42 estaven jubilades, 8 estaven estudiant i 22 estaven classificades com a «altres inactius».

### Ingressos
El 2009 a Saint-Denis-le-Gast hi havia 250 unitats fiscals que integraven 562 persones, la mediana anual d'ingressos fiscals per persona era de 15.131 €.

### Activitats econòmiques
Dels 13 establiments que hi havia el 2007, 2 eren d'empreses alimentàries, 1 d'una empresa de construcció, 5 d'empreses de comerç i reparació d'automòbils, 1 d'una empresa de transport, 1 d'una empresa d'hostatgeria i restauració, 1 d'una empresa de serveis, 1 d'una entitat de l'administració pública i 1 d'una empresa classificada com a «altres activitats de serveis».
Dels 4 establiments de servei als particulars que hi havia el 2009, 1 era una oficina de correu, 2 tallers de reparació d'automòbils i de material agrícola i 1 lampisteria.
Dels 3 establiments comercials que hi havia el 2009, 1 era una botiga de més de 120 m², 1 una botiga de menys de 120 m² i 1 una fleca.
L'any 2000 a Saint-Denis-le-Gast hi havia 49 explotacions agrícoles que ocupaven un total de 1.482 hectàrees.

## Equipaments sanitaris i escolars
El 2009 hi havia una escola elemental integrada dins d'un grup escolar amb les comunes properes formant una escola dispersa.

## Poblacions més properes
El següent diagrama mostra les poblacions més properes.